# Mycalesis birungae
Mycalesis birungae är en fjärilsart som beskrevs av Aurivillius 1925. Mycalesis birungae ingår i släktet Mycalesis och familjen praktfjärilar. Inga underarter finns listade i Catalogue of Life.